# Johann Hieronymus Schröter
Johann Hieronymus Schröter (30/8/1745, Erfurt – 29/8/1816, Lilienthal) là một nhà thiên văn học người Đức.

## Đời sống
Schröter sinh ra ở Erfurt, và học luật tại Đại học Gottingen từ năm 1762 đến năm 1767, sau đó ông bắt đầu thực hành pháp lý kéo dài mười năm.

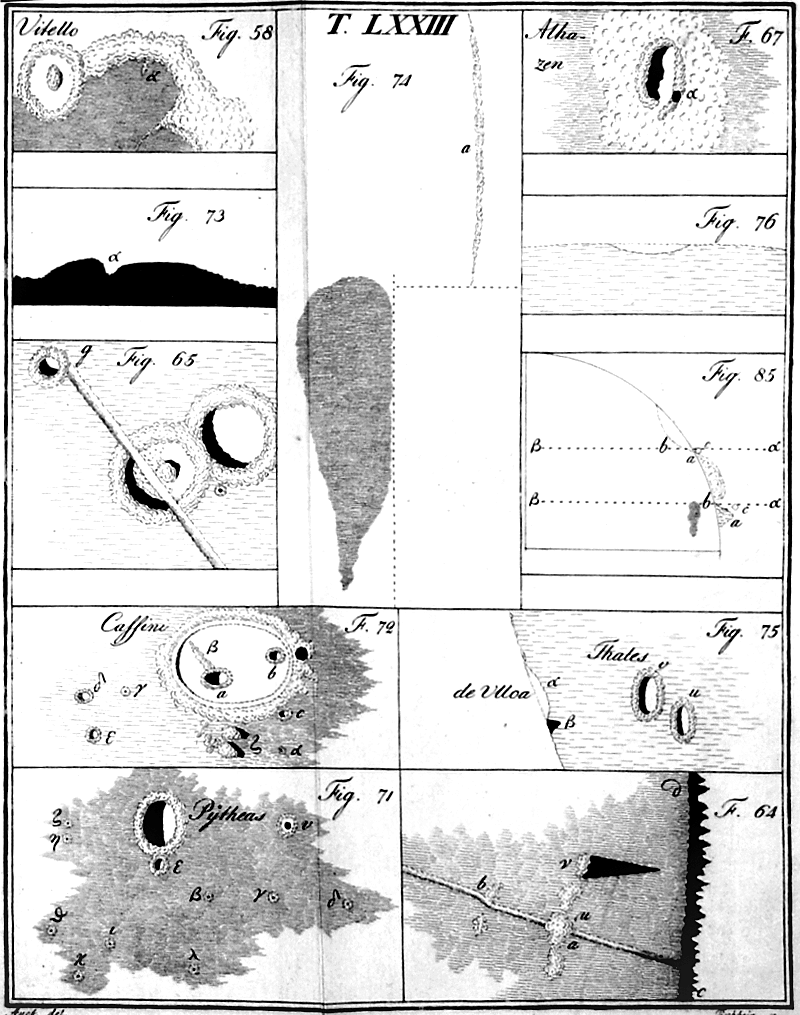
Các mẫu từ bản đồ mặt trăng trong Selenetopographische Fragmente
Năm 1777, ông được bổ nhiệm làm Thư ký Phòng Hoàng gia George III tại Hanover, nơi ông làm quen với hai anh em nhà William Herschel. Năm 1779, ông đã thu được một khúc xạ sắc độ dài ba feet (91 cm, gần một mét) với thấu kính 2,25 inch (57 mm) (50 mm) để quan sát Mặt trời, Mặt trăng và Sao Kim. Phát hiện về Thiên vương tinh của Herschel năm 1781 đã truyền cảm hứng cho Schröter theo đuổi thiên văn học một cách nghiêm túc hơn, và ông đã từ chức và trở thành quan tòa trưởng và thống đốc quận Lilienthal.
Năm 1784, ông đã trả 31 Reichsthaler (khoảng 600 Euro ngày nay) cho một gương phản xạ Herschel có tiêu cự 122 cm và khẩu độ 12 cm. Ông đã nhanh chóng có được một cái tên tốt từ các báo cáo quan sát của mình trên các tạp chí, nhưng không hài lòng và năm 1786 đã trả 600 Reichstaler (tương đương với sáu tháng thu nhập) cho một gương phản xạ khẩu độ 16,5 cm tiêu cự 214,5 với thị kính cho phép phóng đại lên tới 1.200 26 Thaler cho một micromet vít. Với điều này, ông đã quan sát một cách có hệ thống Sao Kim, Sao Hỏa, Sao Mộc và Sao Thổ.

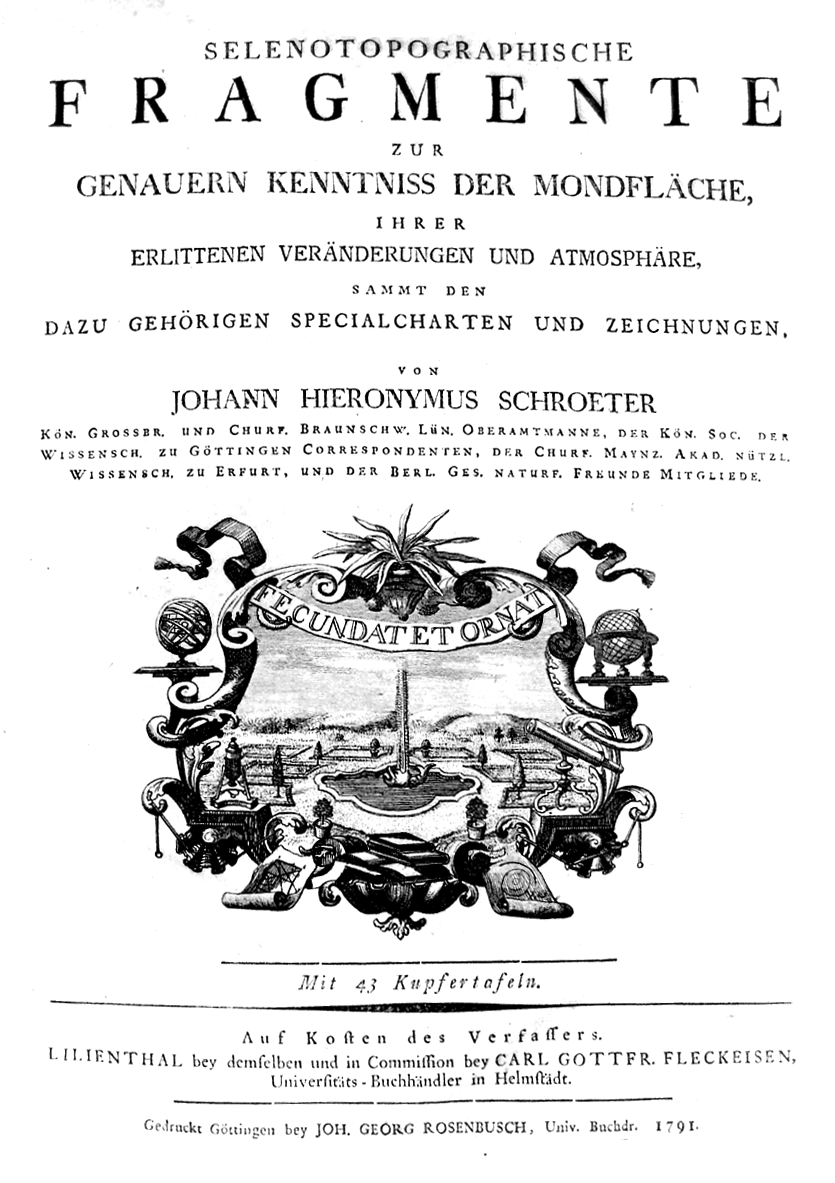
Trang tiêu đề từ Selenetopographische Fragmente

Schröter đã thực hiện các bản vẽ mở rộng về các đặc điểm của Sao Hỏa, nhưng thật tò mò, ông ta luôn bị thuyết phục một cách sai lầm rằng những gì ông ta đang nhìn thấy chỉ là sự hình thành của đám mây chứ không phải là các đặc điểm địa lý. Năm 1791, ông đã xuất bản một nghiên cứu ban đầu quan trọng về địa hình của Mặt trăng mang tên Selenotopographische Fragmente zur genauern Kenntniss der Mondfläche. Thang đo albedo mặt trăng trực quan được phát triển trong tác phẩm này sau đó đã được Thomas Gwyn Elger phổ biến và hiện mang tên ông. Năm 1793, ông là người đầu tiên nhận thấy sự bất thường về pha của Sao Kim, hiện được gọi là hiệu ứng Schröter, trong đó pha xuất hiện nhiều lõm hơn dự đoán hình học.
Hai nhà thiên văn học trợ lý nổi tiếng của ông là Karl Ludwig Harding (1796-1804) và Friedrich Wilhelm Bessel (1806-1810).
Năm 1813, ông đã phải chịu sự gián đoạn của Chiến tranh Napoléon: công việc của ông bị người Pháp hủy hoại dưới thời Vandamme, người đã phá hủy sách, tác phẩm và đài quan sát của ông. Anh đã không bao giờ hồi phục được sau thảm họa.
Những bức vẽ về Sao Hỏa của ông không được khám phá lại cho đến năm 1873 (bởi François J. Terby) và không được xuất bản cho đến năm 1881 (bởi H. G. van de Sande Bakhuyzen), sau khi ông qua đời.
Ông được bầu làm thành viên của Viện Hàn lâm Khoa học Hoàng gia Thụy Điển năm 1794 và được bầu làm thành viên của Hiệp hội Hoàng gia vào tháng 4 năm 1798.
Miệng núi lửa mặt trăng Schröter và miệng núi lửa sao Hỏa Schroeter được đặt theo tên ông, cũng như Vallis Schröteri (Thung lũng Schröter)trên Mặt trăng.Schröter sinh ra ở Erfurt, và học luật tại Đại học Gottingen từ năm 1762 đến năm 1767, sau đó ông bắt đầu thực hành pháp lý kéo dài mười năm.
Năm 1777, ông được bổ nhiệm làm Thư ký Phòng Hoàng gia George III tại Hanover, nơi ông làm quen với hai anh em nhà William Herschel. Năm 1779, ông đã thu được một khúc xạ sắc độ dài ba feet (91 cm, gần một mét) với thấu kính 2,25 inch (57 mm) (50 mm) để quan sát Mặt trời, Mặt trăng và Sao Kim. Phát hiện về Thiên vương tinh của Herschel năm 1781 đã truyền cảm hứng cho Schröter theo đuổi thiên văn học một cách nghiêm túc hơn, và ông đã từ chức và trở thành quan tòa trưởng và thống đốc quận Lilienthal.
Năm 1784, ông đã trả 31 Reichsthaler (khoảng 600 Euro ngày nay) cho một gương phản xạ Herschel có tiêu cự 122 cm và khẩu độ 12 cm. Ông đã nhanh chóng có được một cái tên tốt từ các báo cáo quan sát của mình trên các tạp chí, nhưng không hài lòng và năm 1786 đã trả 600 Reichstaler (tương đương với sáu tháng thu nhập) cho một gương phản xạ khẩu độ 16,5 cm tiêu cự 214,5 với thị kính cho phép phóng đại lên tới 1.200 26 Thaler cho một micromet vít. Với điều này, ông đã quan sát một cách có hệ thống Sao Kim, Sao Hỏa, Sao Mộc và Sao Thổ.
Schröter đã thực hiện các bản vẽ mở rộng về các đặc điểm của Sao Hỏa, nhưng thật tò mò, ông ta luôn bị thuyết phục một cách sai lầm rằng những gì ông ta đang nhìn thấy chỉ là sự hình thành của đám mây chứ không phải là các đặc điểm địa lý. Năm 1791, ông đã xuất bản một nghiên cứu ban đầu quan trọng về địa hình của Mặt trăng mang tên Selenotopographische Fragmente zur genauern Kenntniss der Mondfläche. Thang đo albedo mặt trăng trực quan được phát triển trong tác phẩm này sau đó đã được Thomas Gwyn Elger phổ biến và hiện mang tên ông. Năm 1793, ông là người đầu tiên nhận thấy sự bất thường về pha của Sao Kim, hiện được gọi là hiệu ứng Schröter, trong đó pha xuất hiện nhiều lõm hơn dự đoán hình học.
Hai nhà thiên văn học trợ lý nổi tiếng của ông là Karl Ludwig Harding (1796-1804) và Friedrich Wilhelm Bessel (1806-1810).
Năm 1813, ông đã phải chịu sự gián đoạn của Chiến tranh Napoléon: công việc của ông bị người Pháp hủy hoại dưới thời Vandamme, người đã phá hủy sách, tác phẩm và đài quan sát của ông. Anh đã không bao giờ hồi phục được sau thảm họa.
Những bức vẽ về Sao Hỏa của ông không được khám phá lại cho đến năm 1873 (bởi François J. Terby) và không được xuất bản cho đến năm 1881 (bởi H. G. van de Sande Bakhuyzen), sau khi ông qua đời.
Ông được bầu làm thành viên của Viện Hàn lâm Khoa học Hoàng gia Thụy Điển năm 1794 và được bầu làm thành viên của Hiệp hội Hoàng gia vào tháng 4 năm 1798.
Trang tiêu đề từ Selenetopographische Fragmente
Miệng núi lửa mặt trăng Schröter và miệng núi lửa sao Hỏa Schroeter được đặt theo tên ông, cũng như Vallis Schröteri (Thung lũng Schröter)trên Mặt trăng.